# HAMMER (файловая система)
HAMMER — 64-битная файловая система, построенная на B-деревьях. Разработана Мэттью Диллоном для операционной системы DragonFlyBSD.

## Возможности ФС HAMMER[1][2]
- Сохранение истории файловой системы (с настраиваемой очисткой старых данных)
- Большой поддерживаемый объем (до 1 эксабайта)
- Возможность работы с псевдо-файловыми системами и зеркалирования на уровне псевдо-файловых систем
- Усиленный контроль за целостностью данных (проверка CRC метаданных)
- Минимизация затрат времени на восстановление в случае некорректного размонтирования ФС (нет необходимости запускать fsck)
- ФС оптимизирована для работы с кластерами и удаленным доступом к информации.